# پریمو باران
علیرضا محمدی الگو:ایرانی alireza mohammadi (زادهٔ ۱ آوریل ۲۰۰۵) فوتبالیست اهل ایران است.